# Таню Тончев
Таню Дянков Тончев е български офицер, генерал-майор от МВР.

## Биография
Роден е през 1919 г. В периода май 1953 – май 1955 г. е директор на Окръжното управление на МВР – Враца. От 1959 г. е директор на Окръжното управление на МВР – Русе. През 1969 г. е повишен в чин генерал-майор. По това време е заместник-началник на групата за контрол върху дейността на окръжните управления. До 1971 г. е началник на управление. До 1980 г. е съветник в генералното консулство на България в Ленинград (Санкт Петербург). Награждаван е с орден „Народна република България“ – III ст. (1969), II ст. (1979). Умира през 1988 г. в София.